# 巴音呼热音高勒
巴音呼热音高勒，位于中华人民共和国内蒙古自治区巴彦淖尔市乌拉特后旗东北部的一条干河，发源于巴音前达门苏木苏布日格嘎查东北的萨音呼都格南山顶，蜿蜒向西北流，经巴音呼热嘎查，注入中蒙边界地区的阿尔呼吉尔特洼地。河长78.5千米，集水面积1190.33平方千米，河道平均比降7.26‰。全河均为干河，下游一段河床不明显。